# 6-MAPB
6-MAPB（6-(N-甲基-2-氨丙基)苯并呋喃）是一种含氮有机化合物，化学式C12H15NO，是6-APB与MDMA结构类似物，能作为精神药物。